# Mack 10
Mack 10 (* 9. August 1971 in Inglewood, Kalifornien; eigentlich Dedrick Rolison) ist ein US-amerikanischer Gangsta-Rapper. Er ist der CEO von Hoo Bangin Records und war ein Mitglied der Hip-Hop-Gruppe Westside Connection.

## Leben
Mack 10 kam als David Rolison in dem sozialen Brennpunkt Inglewood, Kalifornien als Sohn einer afroamerikanischen Mutter und eines mexikanischen Vaters zur Welt. Er ist Mitglied der Queen Street Bloods. Als Rapper war er zunächst nur in seinem lokalen Umfeld bekannt, doch seine professionelle Karriere begann 1995, als sein eigenes Album auf dem Markt erschien. Zuvor war er ein Mitglied der „Brokin English Klik“ zusammen mit dem Rapper und Produzenten Phase. Ungewöhnlich ist, dass dieses Album ein Eastcoast-Rap-Album ist, obwohl Mack 10 eigentlich ein Rapper von der Westcoast ist. Es wurde auf dem New Yorker Label Wild Pitch veröffentlicht. Das ganze Album klingt wie ein typisches Eastcoast-Album der frühen 1990er Jahre, was für Mack 10 sehr ungewöhnlich ist. Mit der Unterstützung des Westcoast-Rappers Ice Cube und seiner Single Foe Life verschaffte sich Mack 10 Gold-Status. 1996 gründete er zusammen mit Ice-Cube und WC die Westside Connection, woraufhin sie ein gemeinsames Album veröffentlichten. 1997 war der Song Foe Life in dem Film Anaconda zu hören, in welchem Ice Cube eine der Hauptrollen spielte. Nach seinem zweiten Album Based On A True Story, welches 1998 erschien und Gold-Status erhielt, gründet er sein eigenes Label Hoo Bangin Records. Mit der Rezession des Gangsta-Raps 1997 kam auch die Karriere Mack 10s ins Bröckeln, woraufhin nur noch sein Nachfolgealbum Gold-Status erreichen konnte, aber die später erschienenen Alben im Desinteresse untergingen. Als auch noch die Partnerschaft mit dem Label Priority Records, zerbröckelte, unterschrieb Mack 10 beim Dirty-South-Label Cash-Money Records, wo er noch heute seine Alben veröffentlicht.
2000 heiratete Mack 10 die TLC-Sängerin Tionne „T-Boz“ Watkins. Sie haben eine gemeinsame Tochter, Chase Rolison (* 20. Oktober 2000). 2004 ließ sich Tionne Watkins aber wieder scheiden.

## Diskografie

### Alben
| Jahr | Titel                    | Höchstplatzierung, Gesamtwochen, AuszeichnungChartplatzierungen (Jahr, Titel, Platzierungen, Wochen, Auszeichnungen, Anmerkungen) | Höchstplatzierung, Gesamtwochen, AuszeichnungChartplatzierungen (Jahr, Titel, Platzierungen, Wochen, Auszeichnungen, Anmerkungen) | Höchstplatzierung, Gesamtwochen, AuszeichnungChartplatzierungen (Jahr, Titel, Platzierungen, Wochen, Auszeichnungen, Anmerkungen) | Anmerkungen                              |
| Jahr | Titel                    | DE | UK | US | Anmerkungen                              |
| ---- | ------------------------ | --- | --- | --- | ---------------------------------------- |
| 1995 | Mack 10                  | — | — | US33 Gold · (19 Wo.)US | Erstveröffentlichung: 20. Juni 1995      |
| 1997 | Based on a True Story    | — | — | US14 Gold · (22 Wo.)US | Erstveröffentlichung: 16. September 1997 |
| 1998 | The Recipe               | — | — | US15 Gold · (8 Wo.)US | Erstveröffentlichung: 6. Oktober 1998    |
| 2000 | The Paper Route          | — | — | US19 (9 Wo.)US | Erstveröffentlichung: 5. September 2000  |
| 2001 | Bang Or Ball             | — | — | US48 (12 Wo.)US | Erstveröffentlichung: 4. Dezember 2001   |
| 2003 | Ghetto, Gutter & Gangsta | — | — | US105 (1 Wo.)US | Erstveröffentlichung: 22. Juli 2003      |
| 2005 | Hustla’s Handbook        | — | — | US65 (6 Wo.)US | Erstveröffentlichung: 27. September 2005 |
| 2009 | Soft White               | — | — | US141 (2 Wo.)US | Erstveröffentlichung: 29. September 2009 |

### Kollaborationen
| Jahr | Titel                    | Höchstplatzierung, Gesamtwochen, AuszeichnungChartplatzierungen (Jahr, Titel, Platzierungen, Wochen, Auszeichnungen, Anmerkungen) | Höchstplatzierung, Gesamtwochen, AuszeichnungChartplatzierungen (Jahr, Titel, Platzierungen, Wochen, Auszeichnungen, Anmerkungen) | Höchstplatzierung, Gesamtwochen, AuszeichnungChartplatzierungen (Jahr, Titel, Platzierungen, Wochen, Auszeichnungen, Anmerkungen) | Anmerkungen                                     |
| Jahr | Titel                    | DE | UK | US | Anmerkungen                                     |
| ---- | ------------------------ | --- | --- | --- | ----------------------------------------------- |
| 2002 | Mack 10 Presents Da Hood | — | — | US40 (7 Wo.)US | Erstveröffentlichung: 23. Juli 2002 mit Da Hood |

### Singles
| Jahr | Titel Album                             | Höchstplatzierung, Gesamtwochen, AuszeichnungChartplatzierungen (Jahr, Titel, Album, Platzierungen, Wochen, Auszeichnungen, Anmerkungen) | Höchstplatzierung, Gesamtwochen, AuszeichnungChartplatzierungen (Jahr, Titel, Album, Platzierungen, Wochen, Auszeichnungen, Anmerkungen) | Höchstplatzierung, Gesamtwochen, AuszeichnungChartplatzierungen (Jahr, Titel, Album, Platzierungen, Wochen, Auszeichnungen, Anmerkungen) | Anmerkungen                                                |
| Jahr | Titel Album                             | DE | UK | US | Anmerkungen                                                |
| ---- | --------------------------------------- | --- | --- | --- | ---------------------------------------------------------- |
| 1995 | Foe Life Mack 10                        | — | — | US71 (11 Wo.)US | Erstveröffentlichung: April 1995 feat. Ice Cube            |
| 1996 | Nothin’ But The Cavi Hit Rhyme & Reason | — | — | US38 (20 Wo.)US | Erstveröffentlichung: 26. November 1996 mit Tha Dogg Pound |
| 1997 | Backyard Boogie Based on a True Story   | — | — | US37 (20 Wo.)US | Erstveröffentlichung: August 1997                          |
| 1998 | Money’s Just a Touch Away The Recipe    | — | — | US54 (4 Wo.)US | Erstveröffentlichung: November 1998 feat. Gerald Levert    |
| 2001 | Hate in Yo Eyes Bang o Ball             | DE67 (4 Wo.)DE | — | — | Erstveröffentlichung: 3. September 2001                    |

### Als Gastmusiker
| Jahr | Titel Album                                       | Höchstplatzierung, Gesamtwochen, AuszeichnungChartplatzierungen (Jahr, Titel, Album, Platzierungen, Wochen, Auszeichnungen, Anmerkungen) | Höchstplatzierung, Gesamtwochen, AuszeichnungChartplatzierungen (Jahr, Titel, Album, Platzierungen, Wochen, Auszeichnungen, Anmerkungen) | Höchstplatzierung, Gesamtwochen, AuszeichnungChartplatzierungen (Jahr, Titel, Album, Platzierungen, Wochen, Auszeichnungen, Anmerkungen) | Anmerkungen                                                                       |
| Jahr | Titel Album                                       | DE | UK | US | Anmerkungen                                                                       |
| ---- | ------------------------------------------------- | --- | --- | --- | --------------------------------------------------------------------------------- |
| 1999 | I Want It All                                     | — | — | US23 (15 Wo.)US | Erstveröffentlichung: 12. Oktober 1999 Warren G featuring Mack 10                 |
| 1999 | You Can Do It War & Peace Vol. 2 (The Peace Disc) | — | UK2 Gold · (13 Wo.)UK | US35 (12 Wo.)US | Erstveröffentlichung: 16. November 1999 Ice Cube featuring Ms. Toi & Mack 10      |
| 2001 | Shine Lights Out                                  | — | — | US96 (3 Wo.)US | Erstveröffentlichung: 31. Juli 2001 Lil Wayne featuring Birdman, Mickey & Mack 10 |